# Centromerus fuerteventurensis
Centromerus fuerteventurensis är en spindelart som beskrevs av Jörg Wunderlich 1992. Centromerus fuerteventurensis ingår i släktet Centromerus och familjen täckvävarspindlar.
Artens utbredningsområde är Kanarieöarna. Inga underarter finns listade i Catalogue of Life.